# Црвена детелина
Црвена детелина (лат. Trifolium pratense) је самоникла вишегодишња зељаста биљка из породице махунарки (Fabaceae). 

## Опис
Вишегодишња биљка са снажним вретенастим кореном и јаким бочним коренима. Главна осовина је спљоштена и завршава се лисном розетом. Стабла полазе од лисне розете која су усправна, неграната и дуга од 20-50cm. Доњи листови су на дугим дршкама док су горњи на краћим. Листови су јајастог или дугуљастог облика. Обод им је цео. Са обе или са доње стране се налазе улегле меке длаке. На горњој страни се налазе светлозелене или мрке мрље. Главице се састоје од 30 до 90 цветова. Оне су појединачне или у паровима. Облик им је лоптаст или јајаст.Ређе се проналазе главице које су на дршкама, док је чешће да су опкољене залисцима и листовима. Цветови су седећи и без брактеја. Чашица поседује 10 нерава и истакнута је беличастозелена боја. Зупци чашице су кончасти. Круница је углавном црвене боје. Плодник је седећи са 2 семена заметка. Махуна је јајаста и једносемена. Семе је јајасто, глатко и боја варира од жуте до мрке. 

## Станишта
Ова врста се често гаји због њених лековитих својстава.  Расте по ливадама и пашњацима. 

## Распрострањеност
Простире се скоро по целој Европи, обухвата западни део Азије до Бајкала, Кашмира и предње Индије. Присутна је у Северној и Јужној Америци.

## Лековитост
- депуратив (за пречишћавање, нарочито крви)
- дезинфицијенс (дезинфекционо средство)
- седатив (умирујуће дејство) [1]